# Alchisme schuhi
Alchisme schuhi är en insektsart som beskrevs av Creão-duarte och Albino Morimasa Sakakibara 1997. Alchisme schuhi ingår i släktet Alchisme och familjen hornstritar. Inga underarter finns listade i Catalogue of Life.